# Lineodes caracasia
Lineodes caracasia là một loài bướm đêm trong họ Crambidae.